# (5336) Kley
Pour les articles homonymes, voir Kley.
(5336) Kley est un astéroïde de la ceinture principale.

## Description
(5336) Kley est un astéroïde de la ceinture principale. Il est découvert par Nobuhiro Kawasato le 7 mai 1991 à Uenohara. Il présente une orbite caractérisée par un demi-grand axe de 3,1 UA, une excentricité de 0,146 et une inclinaison de 11,35° par rapport à l'écliptique.

## Compléments